# لولو روی پل
لولو روی پل (به انگلیسی: Lulu on the Bridge) فیلمی آمریکایی در سبک رمانتیک، معمایی و درام به نویسندگی و کارگردانی پل استر است.

## خلاصه فیلم‌نامه
فیلمنامه دربارهٔ مردی به نام ایزی ست که به دلیل یافتن سنگی مشعشع از جسدی در خیابان دچار تعقیب و حبس می‌شود. اوستر در نوشتن این فیلمنامه بر محور داستانی آن تأکید داشته است.